# Friedrich Spiegel
Friedrich von Spiegel, född den 11 juli 1820 i Kitzingen (vid Würzburg), död den 15 december 1905 i Münster, var en tysk orientalist.
Spiegel, som var professor i österländska språk vid universitetet i Erlangen 1849-90, var verksam företrädesvis på de (fornindiska och) iranska språkens område. Särskilt betydelsefullt var under en vistelse i Köpenhamn hans arbete på de indiska och iranska handskrifternas område, varigenom han väsentligen bidrog till den senare av Westergaard utgivna katalogen. Studiet av palihandskrifterna resulterade i Kammavâkyam, liber de officiis sacerdotum Buddhicorum (1841) och Anecdota Palica (1845) med översättning och noter. Sedermera ägnade han sig nästan uteslutande åt den iranska filologin. 
Bland hans många arbeten där kan nämnas Chrestomathia Persica (1846), Die Alexandersage bei den Orientalern (1851), Grammatik der Parsisprache nebst Sprachproben (1855), Über einige eingeschobene Stellen im Vendidad och Der 19. Fargard des Vendidad (i "Abhandlungen der Königlichen Bayerischen Akademie der Wissenschaften", band VI-VII, 1850, avdelning III 1855), en översättning av "Avesta" (I-III, 1852-63), "Avestas" grundtext jämte huzvareschöversättning (I-II, 1853-58), Einleitung in die traditionellen Schriften der Parsen (I. Huzwaresch-grammatik; II. Die traditionelle Literatur, 1856-60), en edition av Neriosengh's Sanskritübersetzung des Yacna med kommentar (1861), Die altpersischen Keilinschriften (grundtext med översättning, grammatik och glossar, 1862; 2:a upplagan 1881), Eran (1863), kommentar till "Avesta" (I-II, 1864-68), Grammatik der altbaktrischen Sprachen nebst einem Anhange über den Gathadialekt (1867), Eranische Altertumskunde (I-III, 1871-78), Arische Studien (I, 1874), Vergleichende Grammatik der alteränischen Sprachen (1882), Die arische Periode und ihre Zustände (1887). Om också Spiegels arbeten i språkvetenskapligt avseende är väsentligen föråldrade, har de ännu stor betydelse som källskrifter, särskilt på grund av den hänsyn han tar till den inhemska traditionen.